# Aéroport de Bagan
Aéroport de Nyaung U
L'aéroport de Bagan/Nyaung U ( birman : ပုဂံညောင်‌ဦးလေဆိပ်    ) (code IATA : NYU • code OACI : VYBG)         est un aéroport situé à Nyaung-U (ou Nyaung Oo), une ville de la région de Mandalay, au Myanmar. Il s'agit de la principale passerelle aérienne vers les sites antiques de Bagan et ses environs. Il est également connu sous le nom de Nyaung Oo Airport ou Bagan Nyaung Oo Airport . 

## Situation
| Bhamo Îles Coco Dawei Hanthawaddy Heho Homalin Hpa-An Kalaymyo Kawthaung Kengtung Khamti Ann Kyaukpyu Kyauktu Lashio Loikaw Magway Mandalay Mawlamyaing Monghsat Monywa Myeik Myitkyina Naypyidaw Bagan · Nyaung U Pakokku Pathein Pauk Putao Sittwe Tachilek Thandwe Rangoun |

## Compagnies aériennes et destinations
| Compagnies                | Destinations                                                                                 |
| ------------------------- | -------------------------------------------------------------------------------------------- |
| Air KBZ                   | Heho, Mandalay, Rangoun (Yangon)                                                             |
| Asian Wings Airways       | Heho, Mandalay, Rangoun (Yangon)                                                             |
| Mann Yatanarpon Airlines  | Heho, Kengtung (en), Mandalay, Myitkyina (en), Tachilek (en), Thandwe (en), Rangoun (Yangon) |
| Myanmar National Airlines | Heho, Rangoun (Yangon)                                                                       |
| Yangon Airways            | Heho, Kengtung (en), Mandalay, Naypyidaw, Rangoun (Yangon)                                   |

Édité le 17/05/2020